# Танна (острів)
Танна (англ. Tanna) — острів в архіпелазі Нові Гебриди в Тихому океані. Належить до Вануату, входить до складу провінції Тафеа.

## Географія

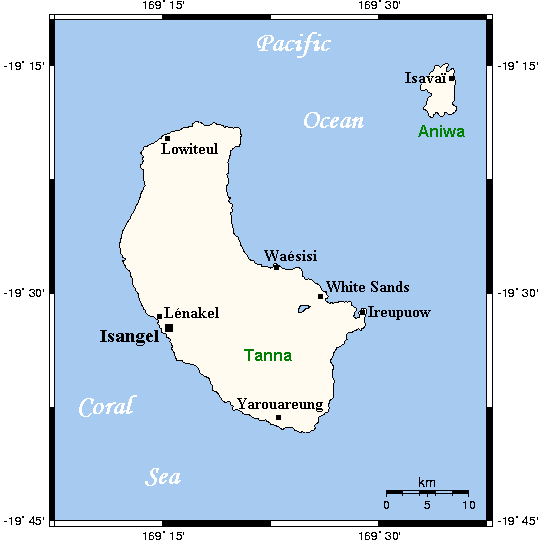
Карта острова

Острів Танна розташований у південній частині архіпелагу Нові Гебриди, в Тихому океані, приблизно за 1100 км на північний схід від Австралії. На північ від острова розташовано острів Ероманга, на південний схід — Анейтьюм, на північний схід — острів Аніва, на схід — острів Футуна.
Зі східного боку острів омивається Тихим океаном, з інших боків — Кораловим морем.
Довжина острова становить 40 км, ширина — 19 км. Загальна площа 555 км². Найвища точка острова — гора Тукосмера (1 084 м).
Танна має вулканічне походження та розташований у зоні високої вулканічної активності, де стикаються Тихоокеанська й Австралійська літосферні плити. Вулкан Ясоур, розташований на південно-східному узбережжі острова, є найбільш доступним у світі діючим вулканом.
Клімат на Танна вологий тропічний. Середня річна кількість опадів становить близько 1500 мм. На острові часто відбуваються вулканічні виверження, землетруси й циклони.

## Історія
Точний час колонізації південних островів архіпелагу Нові Гебриди невідомий. Цілком імовірно, що вони були заселені людьми із західної частини Соломонових островів. Острів Танна було колонізовано, принаймні, 2500 років тому.

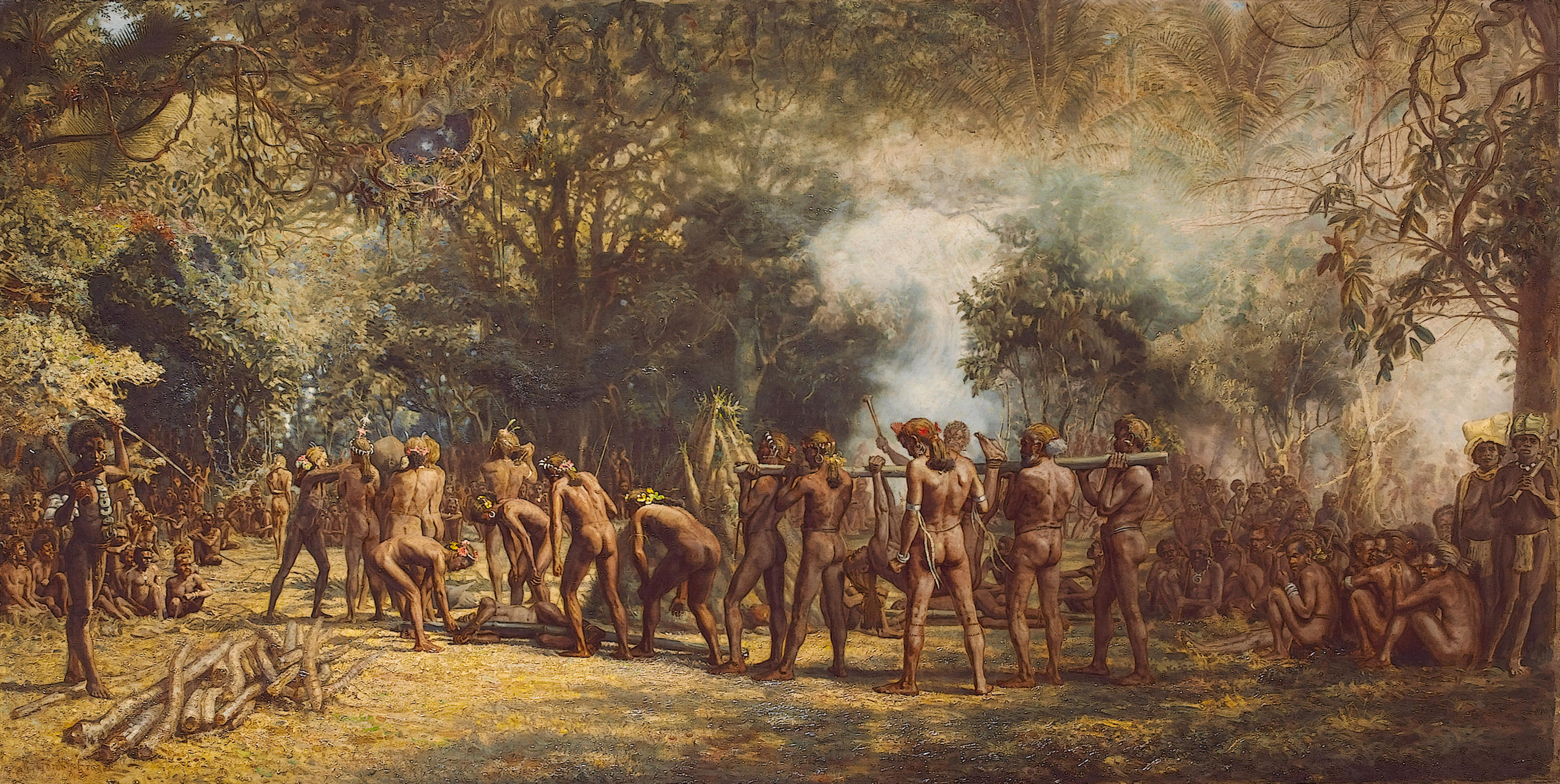
Святковий обід людожерів на острові Танна, в уявленні європейського художника

Європейським піонером на острові став англійський мандрівник Джеймс Кук, який відкрив острів 1774 року та дав йому назву «Танна». Висадившись на острові, Кук спитав у місцевих жителів, як називається острів, при цьому піднявши жменю землі, на що один з тубільців відповів: «Tanna» (у перекладі з мови нуфаї «ґрунт»). Традиційна ж назва острова — «Parei». Мореплавець також спробував піднятись на вулкан Ясоур, однак йому завадили місцеві жителі. Дослідивши острів Танна, корабель Джеймса Кука взяв курс на північ, до островів Малекула й Еспіріту-Санто, а потім — на Нову Зеландію.
Упродовж XIX століття частими відвідувачами Танна стали китобої, торговці сандаловим деревом. 1839 року преподобний Джон Вільямс з Лондонського місіонерського товариства висадив на острові трьох самоанських місіонерів. Однак їхня діяльність не мала успіху. У подальшому місцеві жителі убили місіонерів. 1842 року представники Лондонського місіонерського товариства викупили в остров'ян невелику ділянку землі на місці сучасного поселення Порт-Резольюшн. Проте за сім місяців місіонери були змушені залишити Танну через ворожість остров'ян. Пізніше на острові з'явились перші пресвітеріанські місіонери, однак остров'яни дуже тривалий час не бажали приймати християнство: тільки до 1910 року 2/3 населення було християнізовано. Поступово на острові почали з'являтись і плантатори. Першим із них став Росс Льюїн (англ. Ross Lewin), який оселився на Танні 1868 року.
З 1860 до 1900 року на острові процвітала работоргівля: до 5000 місцевих жителів було вивезено на плантації Фіджі та штату Квінсленд до Австралії. У ті ж роки було відзначено різке скорочення чисельності населення острова (до 75 %) через епідемії кору та шигельозу.
У березні 1906 року Танна, як і інші острови Нових Гебрид, набув статусу англо-французького кондомініуму. За часів Другої світової війни на Танні з'явились перші культи карго, які донині зберігають свій вплив у суспільстві.
30 червня 1980 року Нові Гебриди здобули незалежність від Великої Британії та Франції, й острів Танна став територією Республіки Вануату.

## Населення

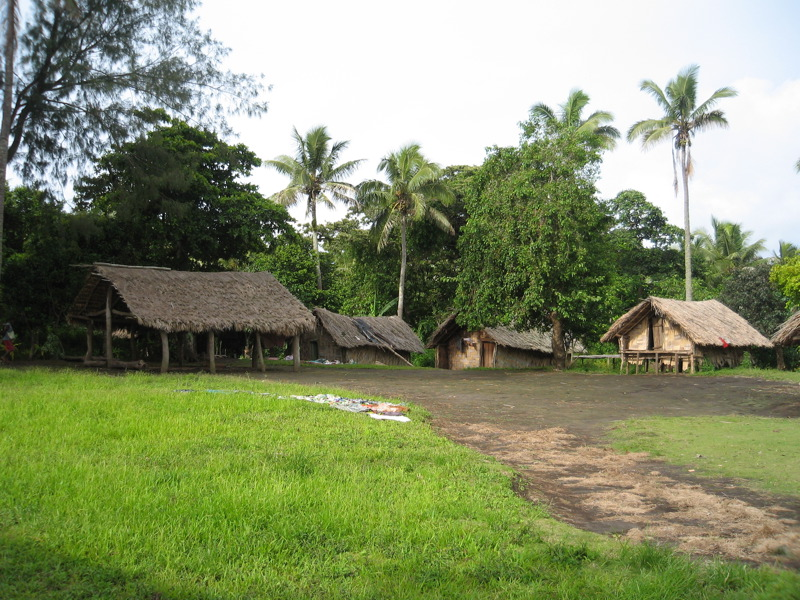
Село послідовників Джона Фрума

2009 року чисельність населення острова Танна становила 28 779 чоловік. Основне заняття місцевих жителів — сільське господарство (копра, кава). Розвивається туризм.
Танна — один з найбільш населених островів у провінції та один з найбільш населених у країні. На острові розміщується адміністративний центр провінції — місто Ісангел, який розміщено поряд із найбільшим містом острова — Ленакелом.
Основними мовами спілкування на острові є біслама, французька й англійська, хоча також використовуються місцеві мови:
- квамера (2500 носіїв 1989 року; поширено у південно-східній частині острова),
- ленакел (6500 носіїв 1989 року; поширено в західній частині острова),
- вайтсендс (3500 носіїв 1988 року; поширено у східній частині острова),
- північна танна (2000 носіїв 1988 року; поширено в північній частині острова),
- південно-західна танна (2000 носіїв 1988 року; поширено у південно-західній частині острова)[9].

На острові значна кількість прибічників культу карго, що з'явився на Танні за часів Другої світової війни. Найвідомішими з них є рух Джона Фрума, а також рух Принца Філіпа (поклоняються Філіпу, герцогу Единбурзькому).

## Галерея

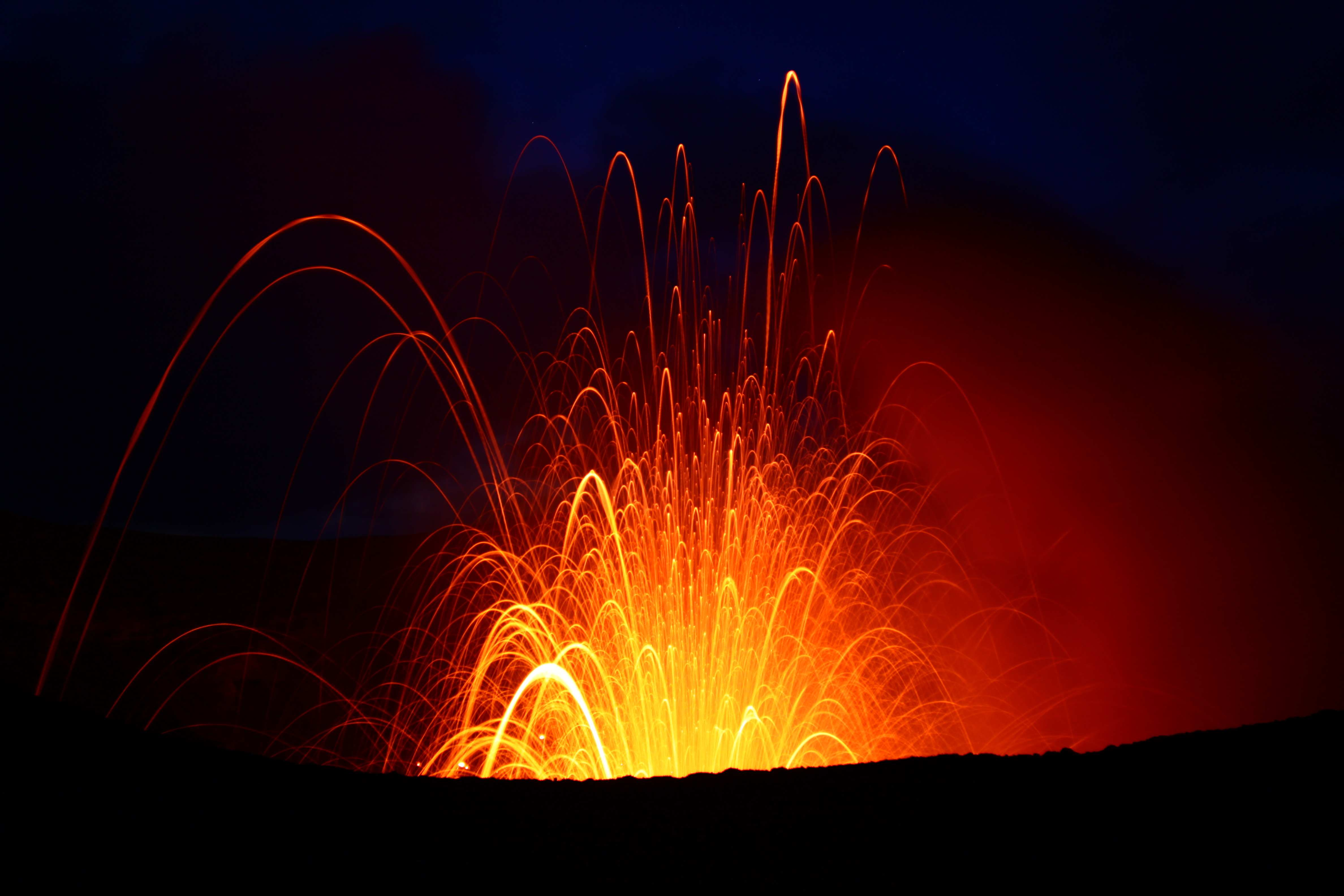
Активний вулкан Маунт Ясур.
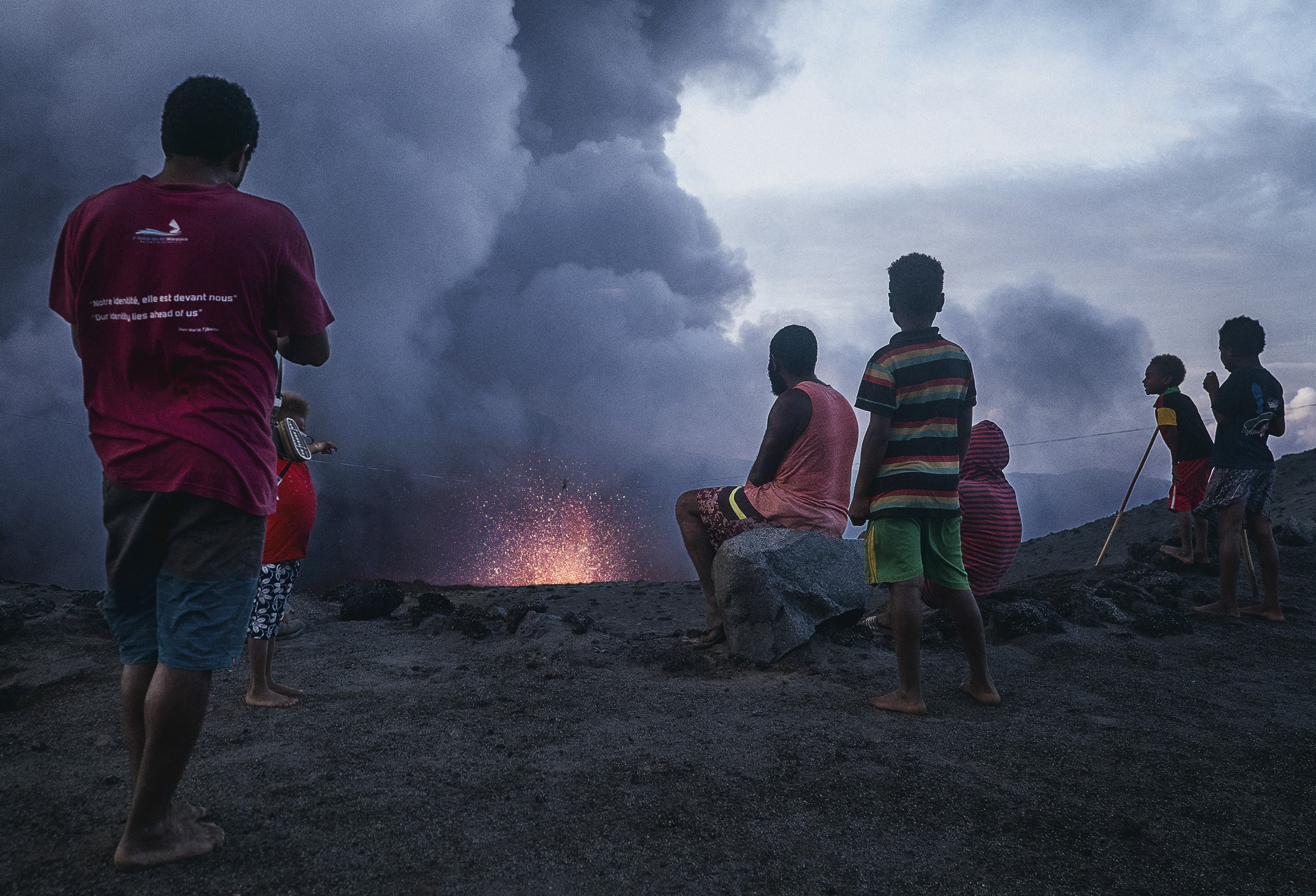
Місцеві жителі спостерігають за вулканом
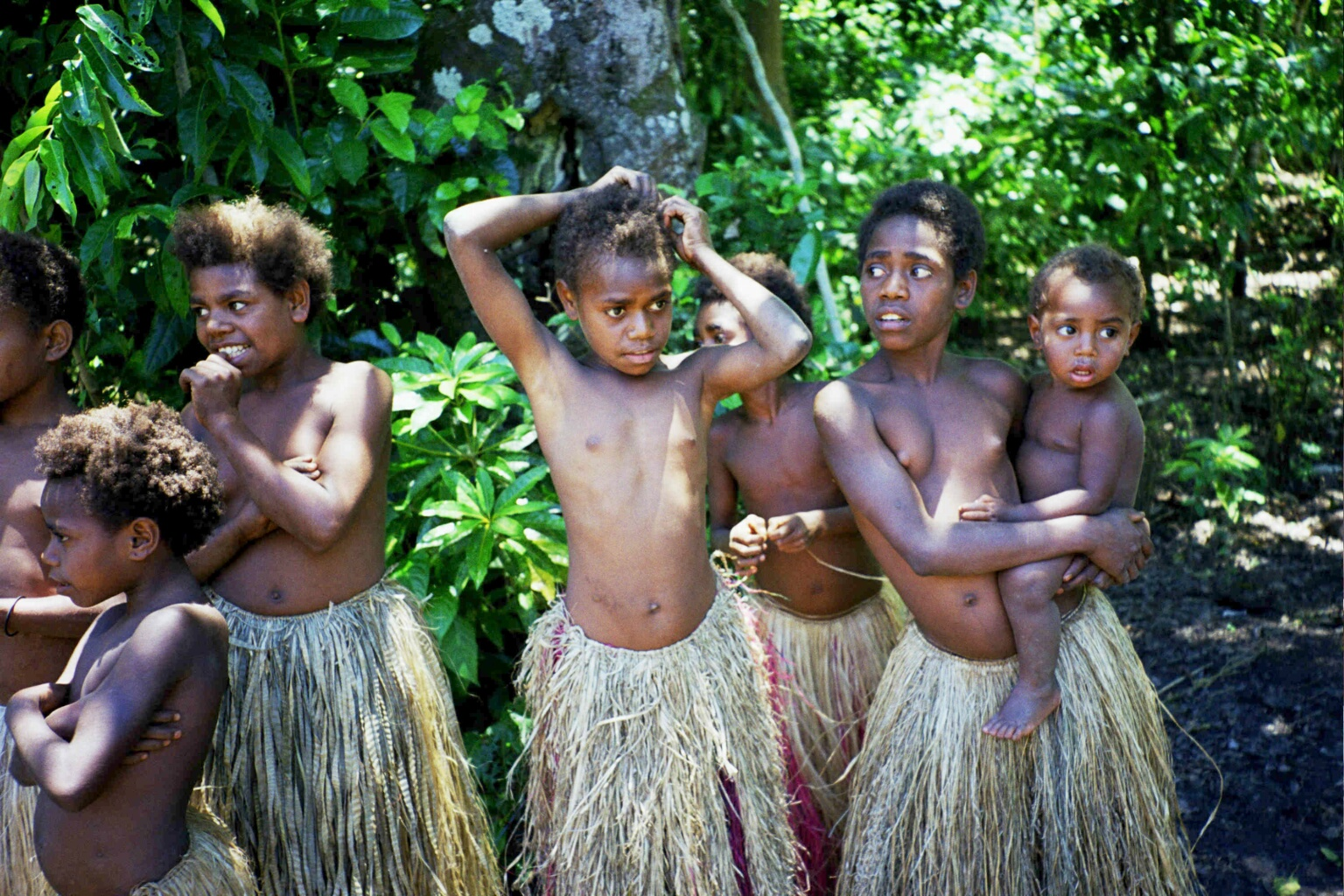
Діти із селища Якел.
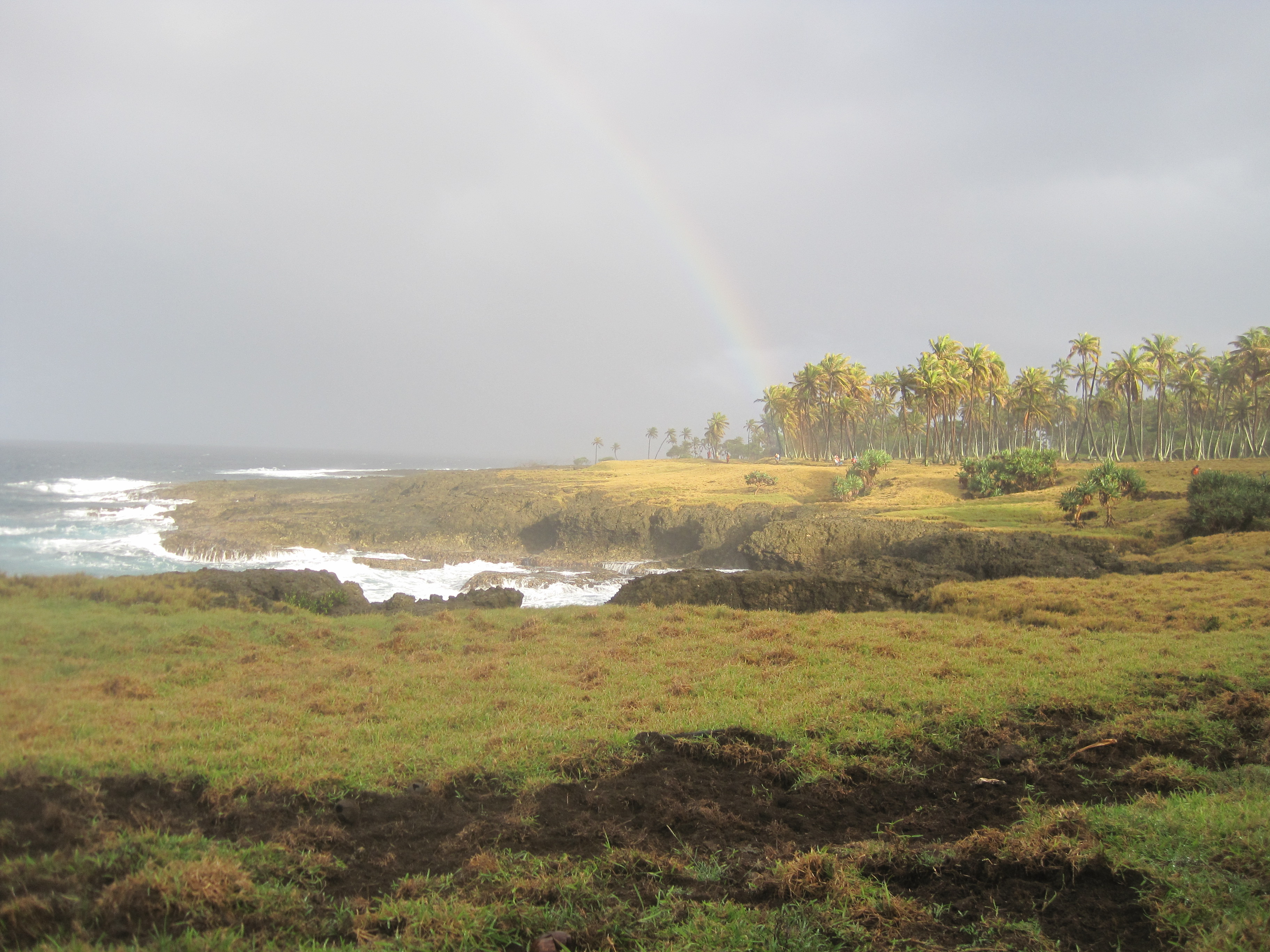
Узбережжя Танна після дощу.
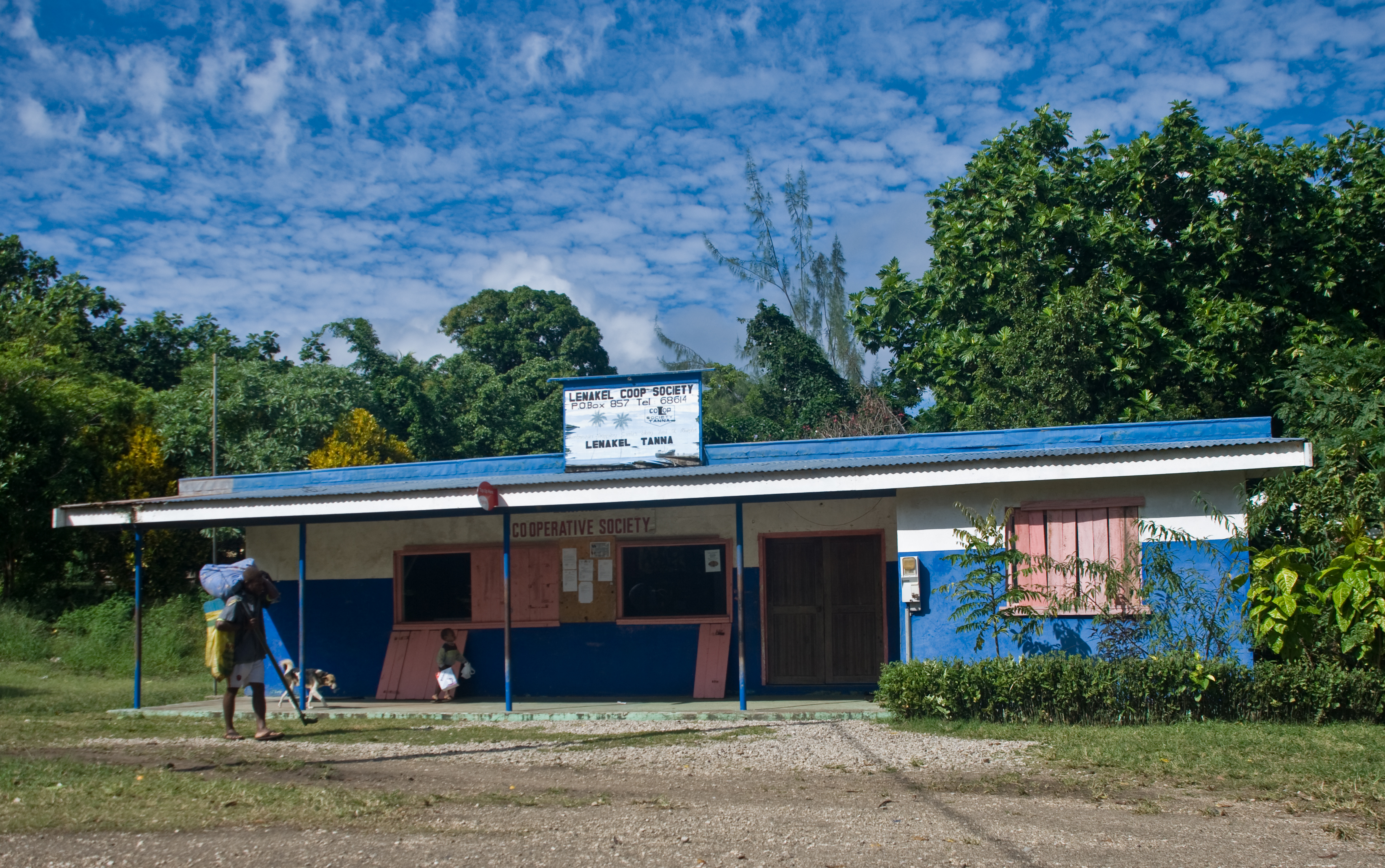
Магазин в місті Ленакел.
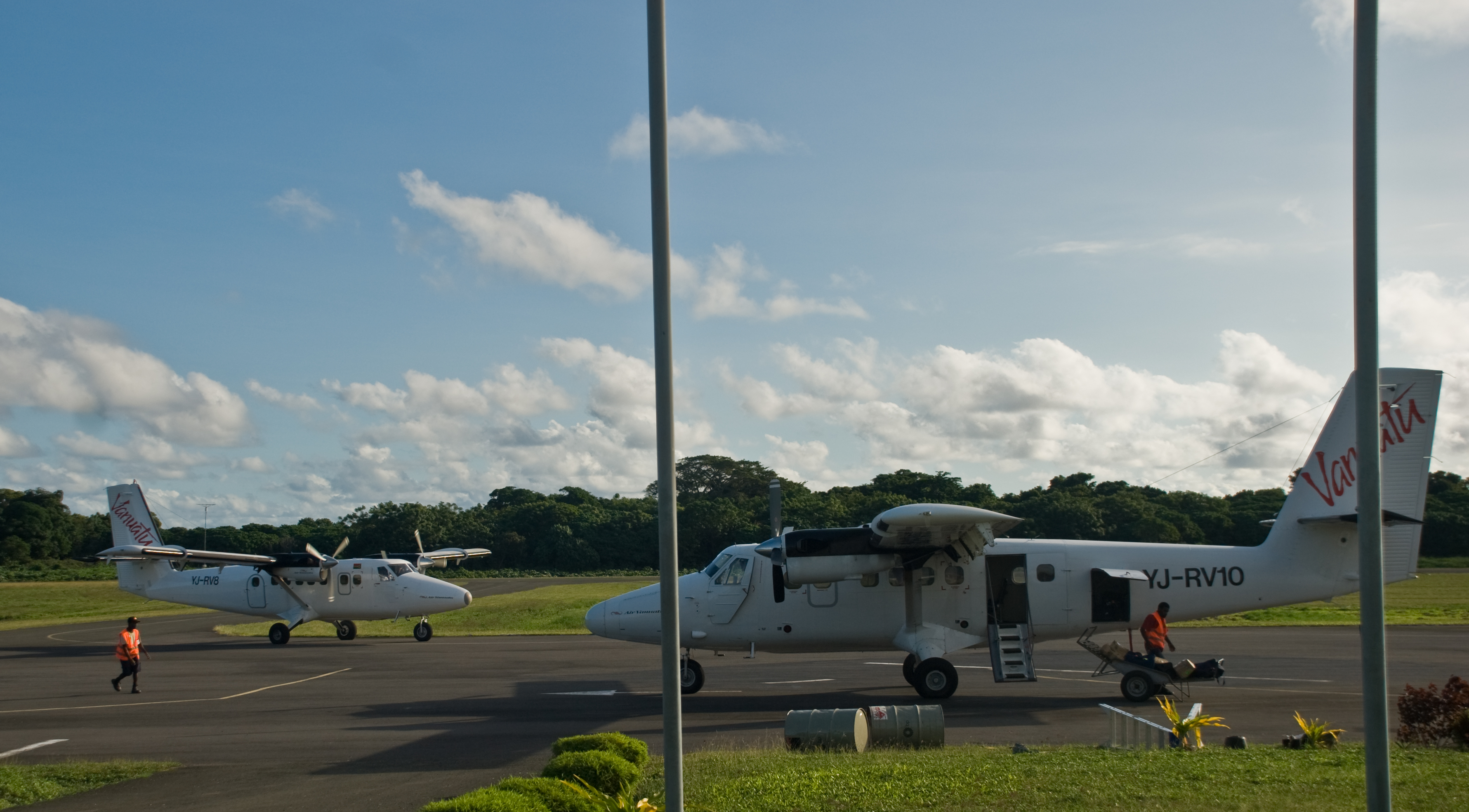
Аеропорт.
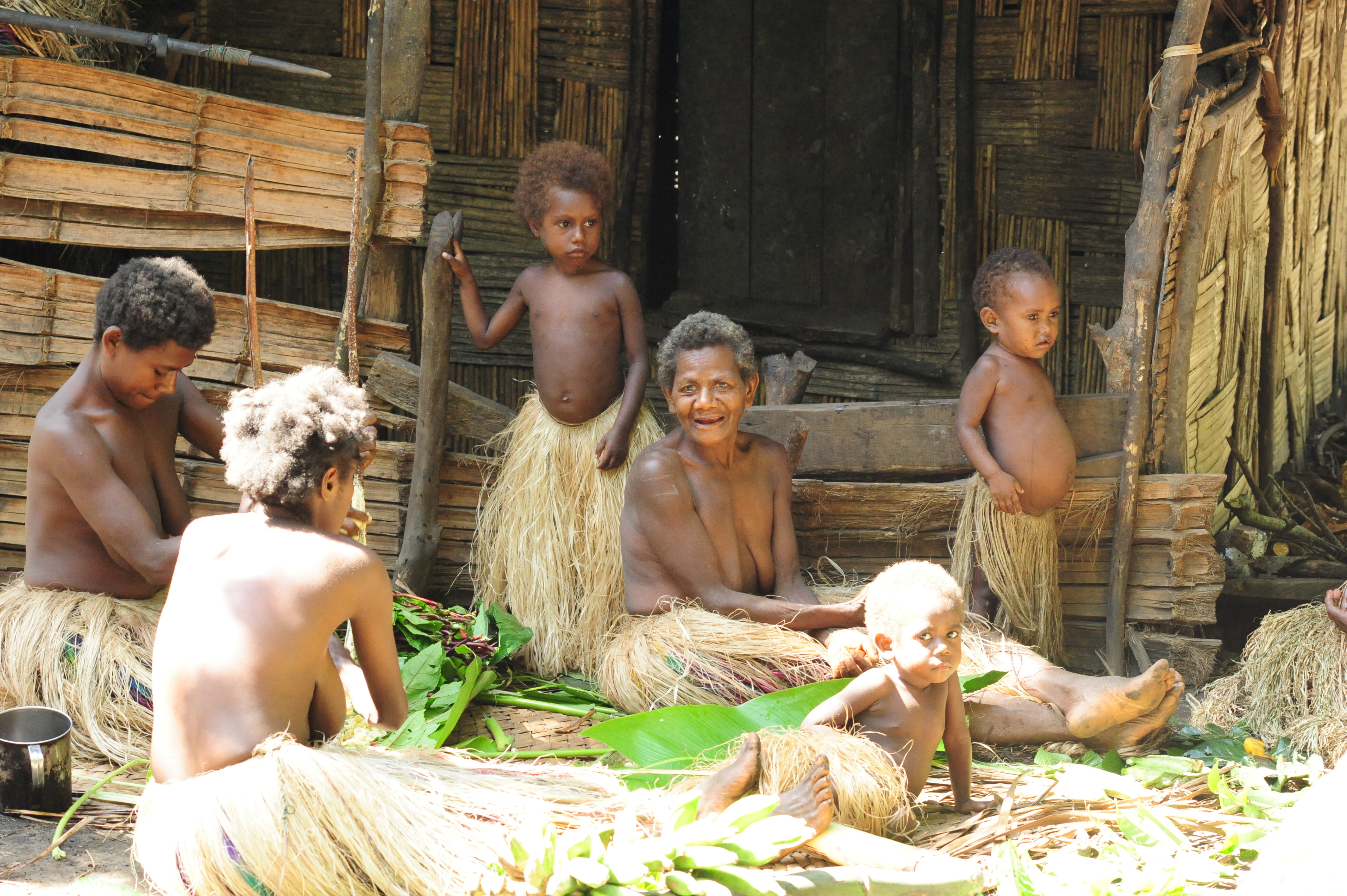
Жінки із дітьми у селищі Яонанен.